# Чула-Маре
Чула-Маре (рум. Ciula Mare) — село у повіті Хунедоара в Румунії. Входить до складу комуни Рекітова.
Село розташоване на відстані 288 км на північний захід від Бухареста, 32 км на південь від Деви, 144 км на південний захід від Клуж-Напоки, 124 км на схід від Тімішоари.

## Населення
За даними перепису населення 2002 року у селі проживали 225 осіб, з них 223 особи (99,1%) румунів. Рідною мовою 223 особи (99,1%) назвали румунську.